# Герб Добропілля
Герб Добропілля — офіційний символ міста Добропілля Донецької області. Затверджений 24 березня 1999 року рішенням сесії міської ради №23/5-14.
Автор: О.І.Киричок, Ю.М.Шатало.

## Опис
"У блакитному щиті над зеленою горою, яка стоїть на срібному хвилястому поясі, золоте сонце, шо сходить У чорному підніжжі два навхрест покладених золотих молотка. Щит увінчаний срібною мурованою короною з трьома зубцями та обрамлений золотими соняшниками, колоссями та польовими квітами, обвитими червоною стрічкою. На стрічці – назва міста – "Добропілля".

## Символіка
В основу герба міста Добропілля покладено поняття промовистого герба, тобто зображення на гербі розкриває закладене в назву міста поняття. Таким поняттям в даному випадку є словосполучення «добре поле».
На представленому проєкті – це зелене поле, освітлене золотим сонцем, що сходить на тлі блакитного неба. З іншого боку, зелена височина в центрі щита говорить про те, що місто Добропілля стоїть на найвищій точці Донецького кряжу. Срібна хвиляста стрічка – це річка Бик, що протікає через місто.
Чорний край щита із золотими молотками – це символ вугільної промисловості, яка є основним видом зайнятості населення міста. Соняшник та пшениця – основні сільськогосподарські культури, що виростають на полях Добропілля. Календула -  найпоширеніша і невибаглива квітка, що росте на квіткових клумбах міста".

## Історія

### Радянський герб

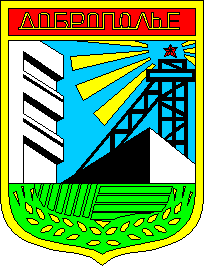
Радянський герб Добропілля

"У блакитному щиті з червоною главою та зеленою основою - срібна виробнича будівля та срібний терикон з чорним копром, над яким червона зірка із золотими променями, що розходяться на всі боки. В основі золоте зерно пшениці. У главі – золота назва міста "Добропілля"
Герб характеризує 82-тисячне місто:
- головне в місті – вугільна промисловість (терикон та копер, на якому знаходиться дата присвоєння статусу міста), що разом із сучасною будовою спираються на землю (Добропілля – добре поле) нашого міста.
- місто одночасно є центром сільськогосподарського району.

В адміністративно-територіальному підпорядкуванні міста Добропілля знаходяться м. Білозерське, м. Білицьке, с.Новодонецьке, с.Водянське, які не мають своїх гербів. Верхня частина герба показує основне багатство нашого краю – вугілля, а також відображає активне будівництво житлових та промислових об'єктів.
Шахтний копер, терикон та будівля на запропонованому ескізі міцно спираються на добру землю нашого міста. Верхня частина герба пронизана яскравими променям, що розходяться від червоної зірки, встановленої на шахтному копрі. Промені символізують трудові успіхи гірників - адже зірки запалюють на копрах шахт, які успішно виконують виробничі плани. Нижня частина герба є символом нашої прекрасної землі, обрамленої золотим колосом пшениці.